# Cultrinotus luanensis
Cultrinotus luanensis is een rechtvleugelig insect uit de familie Pamphagidae. De wetenschappelijke naam van deze soort is voor het eerst geldig gepubliceerd in 1953 door Uvarov.